# Nationalliteratur
Als Nationalliteratur bezeichnet man die Gesamtheit der schöngeistigen Literatur einer Nation. Sach- und Fachliteratur wird nicht zur Nationalliteratur gezählt. Mit der Emanzipation der Nationalstaaten und der Berufung auf nationale Traditionen und Werte trug die Nationalliteratur jeweils zur Entwicklung der nationalen Kultur und des Nationalgefühls bei.

## Zum Begriff
Die Forderung nach einer „nationalen Literatur“ entstand im 18. Jahrhundert in Abgrenzung gegenüber fremdkulturellen Einflüssen. In den „Fragmenten über die neuere deutsche Literatur“ forderte Herder eine eigenständige Literatur der Deutschen, die frei von Einflüssen der englischen sowie der französischen Literatur sein sollte. In der „Abhandlung über den Ursprung der Sprache“ formulierte er die Idee, dass sich der Volksgeist eines Volkes in Sprache und Literatur ausdrücken sollte.
Der Begriff der Nationalliteratur entstand im 19. Jahrhundert, als auch das Wort „Literatur“ neu definiert wurde (dazu ausführlich das Stichwort Literatur). Als „Literatur im engeren Sinne“ galt nun Literatur mit kunstvollem Sprachgebrauch. Dabei reifte die Erkenntnis, dass diese „schöne Literatur“ sich in nationalsprachlichen Traditionen entwickelt und demnach von den Philologien der einzelnen Sprachen zu untersuchen wäre. Komplementär dazu entstand der Begriff der Weltliteratur, der zuerst von August Wilhelm Schlözer 1773 verwendet und von Goethe ab 1827 maßgeblich geprägt wurde.
Die Literaturwissenschaft beschreibt die jeweiligen Charakteristika der Nationalliteraturen. Die Wirkungen der verschiedenen Nationalliteraturen aufeinander werden seit dem 20. Jahrhundert in der vergleichenden Literaturwissenschaft (Komparatistik) untersucht.
Das Wort „Nationalliteratur“ wird von manchen Literaturwissenschaftlern heute als historisch belastet empfunden. Anstelle von „englische Nationalliteratur“ oder „britische Nationalliteratur“ wird in der Regel die Bezeichnung „englische Literatur“ verwendet, wenn die Bedeutung „Nationalliteratur“ im Kontext klar genug ist. Englische Literatur in diesem Sinne ist zu unterscheiden von englischsprachiger Literatur (Literatur in englischer Sprache, auch aus anderen Ländern, wie z. B. die US-amerikanische Literatur).

## Die Entstehung von Nationalliteraturen
Nationalliteraturen bildeten sich in der Folge der staatlichen Emanzipation einzelner Nationen heraus. So spricht man beispielsweise von der amerikanischen Literatur als Nationalliteratur der Vereinigten Staaten, die sich im 19. Jahrhundert aus der englischen Literaturtradition entwickelt hat, oder von der österreichischen Literatur.
Infolge der Entkolonialisierung bildeten sich neue Nationalstaaten heraus. Die ehemaligen Kolonialmächte hatten in den Kolonien auch als literarisch und mental prägender Sprachgeber gewirkt; dieser Einfluss blieb auch nach der Entkolonialisierung zunächst bestehen. England und Frankreich übten einen wesentlichen Einfluss besonders in Afrika und Asien aus. Der Einfluss der Europäer in Afrika wurde durch das Aufkommen der Négritude im 20. Jahrhundert gebrochen und führte zu einem Erblühen jeweiliger Nationalliteraturen (siehe auch afrikanische Literatur). Spanien und Portugal wirkten besonders in Lateinamerika prägend; mittlerweile sind jedoch in Brasilien, Argentinien, Peru und anderen lateinamerikanischen Ländern Nationalliteraturen von weltliterarischem Rang entstanden.

## Ende der Nationalliteraturen?
Gerade in Lateinamerika zeigt sich aber auch der Trend zur Auflösung von Konzepten nationalkultureller Exklusion und räumlich definierter Identität zugunsten von Konzepten der Koexistenz und Hybridisierung von Kulturen, die hier eine lange Tradition haben: Seit dem Beginn der Missionierung in den spanischen Kolonien kann man die lateinamerikanischen Kulturen als Kulturen der Verschmelzung, des Übergangs und der Bewegung interpretieren.
Durch die zahlreichen Exilbewegungen des späten 19. und 20. Jahrhunderts innerhalb und außerhalb des spanischen Sprachraums und die Orientierung der hispanoamerikanischen und brasilianischen Symbolisten und Modernisten an französischen Vorbildern – in Abgrenzung von der früheren Kolonialmächten Spanien und Portugal – wurde dieser Prozess noch verstärkt. Allerdings erfuhr der scheinbar internationale Modernismo bald wieder eine nationale Prägung z. B. im modernismo brasileiro. Als Ausdruck einer nationalkulturellen Gegenreaktion gilt etwa Mário de Andrades Werk Macunaíma – o herói sem nenhum caráter (dt.: „Macunaíma – Der Held ohne jeden Charakter“), das die Mythologie der brasilianischen Indigenen aufgreift.
Aufgrund der weiten Verbreitung der englischen Sprache kam es im 20. Jahrhundert in zahlreichen Literaturen zu einer Entlehnung von Formen, Stilen und Themen aus der britischen, später vor allem aus der US-Literatur: seit Ende der 1920er Jahre in Form der Short story – auch hierfür kann Mário de Andrade als brasilianisches Beispiel dienen (Brás, Bexiga e Barra Funda, 1928) –, seit den 1970er Jahren durch den Trend des Creative Writing, seit den 1990er Jahren durch die postmodern-literarische Destruktion der männlichen weißen Identität, die im Kalten Krieg erst aufgebaut worden war, sowie durch den Rassendiskurs der 2000er Jahre.
Auch erfolgten nach dem Zweiten Weltkrieg verschiedene literarische Hybridisierungsprozesse im englischen und französischen, später auch im portugiesischen Sprachraum, aber z. B. auch in Indien. Bei der Entstehung einer transkulturellen Literatur spielte die Migration v. a. aus Afrika oder der Karibik eine zentrale Rolle. Dazu trug der ökonomische Druck auf Autoren aus Ländern mit gering entwickelten Buchmärkten bei, für den amerikanischen oder europäischen Markt zu publizieren.
Auch in Deutschland wächst die Präsenz von Autoren nicht-deutscher Herkunft, die in deutscher Sprache schreiben. Seit den 2000er Jahren wirken die neuen technischen Medien zusätzlich im Sinne einer Hybridisierung nationaler Literaturen bzw. der Entwicklung transkultureller Literaturen.